# Lešná
Lešná (Duits: Löschna) is een Tsjechische gemeente in de regio Zlín, en maakt deel uit van het district Vsetín.
Lešná telt 1884 inwoners.